# هولزهاوزن
هولزهاوزن (بالألمانية: Holzhausen) هي بلدية في منطقة ويلس لاند في ولاية النمسا العليا.